# Октябрьский (Яшкинский район)
Октябрьский — посёлок в Яшкинском районе Кемеровской области России. Входит в состав Поломошинского сельского поселения.

## География
Посёлок находится в северо-западной части Кемеровской области, в юго-восточной части Западно-Сибирской равнины, к востоку от реки Томи, на расстоянии примерно 20 километров (по прямой) к юго-западу от посёлка городского типа Яшкино, административного центра района. Абсолютная высота — 198 метров над уровнем моря.

### Часовой пояс
Посёлок Октябрьский, как и вся Кемеровская область, находится в часовой зоне МСК+4. Смещение применяемого времени относительно UTC составляет +7:00.

## Население
| 2010 |
| ---- |
| 108  |

Гендерный состав
По данным Всероссийской переписи населения 2010 года в гендерной структуре населения мужчины составляли 45,4 %, женщины — соответственно 54,6 %.
Национальный состав
Согласно результатам переписи 2002 года, в национальной структуре населения русские составляли 89 % из 125 чел.

## Улицы
Уличная сеть посёлка состоит из трёх улиц.